# 大石信清

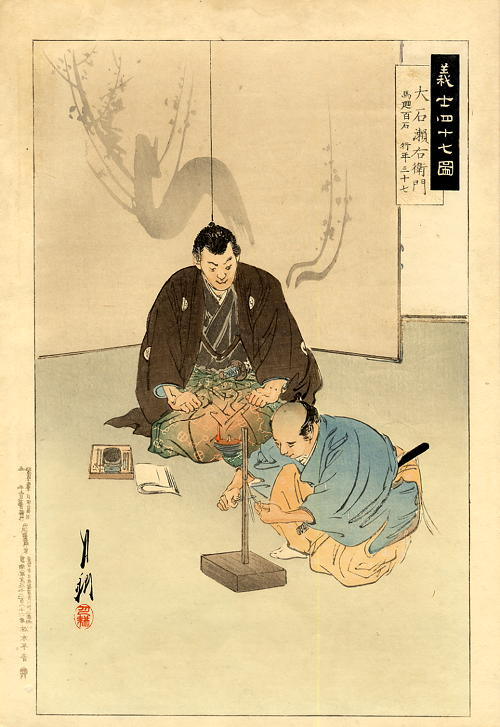
『義士四十七図　大石瀬右衛門』（尾形月耕画）

大石 信清 （おおいし のぶきよ、延宝5年（1677年） - 元禄16年2月4日（1703年3月20日））は、江戸時代前期の武士。赤穂浪士四十七士の一人。通称は、はじめ源蔵（げんぞう）、のちに瀬左衛門（せざえもん）。

## 生涯
延宝5年（1677年） 、赤穂藩浅野氏家臣・大石信澄の次男として誕生。母は小田貞守（近衛家家臣）の妹・外山局。幼名は八三郎（はちさぶろう）。兄に大石信興（のち信豊）がいる。信清は、国家老・大石良雄の曽祖父・良勝の弟大石信云の孫にあたり、大石家の分家にあたる。
元禄2年（1689年）12月24日に父が大坂にて死去し、長男の信豊が300石、次男の信清が150石をそれぞれ継ぎ、馬廻役として仕えた。元禄13年（1700年）頃に源蔵から瀬左衛門へ改名している。また大石本家の当主・大石良雄や郡奉行・潮田高教とともに奥村無我に弟子入りして東軍流剣術を習っている。
元禄14年（1701年）3月14日に主君・浅野長矩が吉良義央に刃傷に及んだとき、信清は藩主の参勤交代にお供していたため、江戸にあった。3月14日夜には第二の使者として原元辰とともに江戸をたって赤穂へ向かった。赤穂城開城後は兄・信豊とともに奈良や京都で暮らしていたが、元禄15年（1702年）8月に兄が脱盟して浅野長矩を「時節場所をも弁へざる働き、不調法至極」と批判、関白近衛家熙に仕官して米沢藩京屋敷に出入りしたりしたのを憤って義絶。9月19日に大石良金・間瀬正明らとともに江戸へ下向。江戸到着後は、母方の伯父の名字を使い「小田権六」と変名して麹町六丁目吉田兼亮借家に入ったが、まもなく大石良雄の石町三丁目の小山屋借家に移った。
しかし江戸ではだいぶ金に困ったらしく、父方の伯父・大石無人（良総）に借金をしており、また討ち入りの装束も無人に作ってもらっている。無人宛の手紙には「自分は哀れな独り身にて衣服の着替えもなく、寒くてふるえている。不憫と思って金子を融通してほしい」等と書かれている。
吉良邸討ち入りでは裏門隊に属した。目付に出頭した後、熊本藩細川家へお預りとなる。月番老中・稲葉正往より髭・鬚・さかやき・爪を切るのを禁じられた。また火気を嫌う綱利の意向で煙草や火鉢も出されなかった。
酒などは過分の厚遇を得たらしく、細川屋敷で信清らは狂言踊りの真似をして騒ぎ、注意しに来た世話役の堀内伝右衛門に、皆で酒をたらふく飲ませて酩酊させたりした。
元禄16年（1703年）2月4日に細川家家臣吉田近貞の介錯で切腹した。享年27。主君浅野長矩と同じ高輪泉岳寺に葬られた。法名は刃寛徳剣信士。

## 子孫
信清には妻も子もなかったが、津軽大石家の大石良麿（信清の従兄弟にあたる）の子・良饒が養子に入り、瀬左衛門（信清）家の家名を今日まで残している。大三郎の家が広島藩で絶家の後は、信清の家が大石宗家として赤穂での祭祀を継承している。

## 遺品
なお、切腹前に討ち入りの装束など遺品を江戸で浪人していた伯父の大石無人に預けており、大石良饒が瀬左衛門家を継承した事により、現在は大石神社に納められている。
また、書簡は兄・大石信興（孫四郎）との関係を示す本人による一次資料である。
- 刀無銘 二尺九寸・脇差 一尺九寸 - 泉岳寺の住職による売却で散逸[8]。
- 大石無人宛書状 - 「孫四郎義此の度了簡たかひ申候につき、義絶仕り罷り越候。扨々申すべき様も御座無く候」とある。